# کوکای ۶۸۶۶
سیارک ۶۸۶۶ (به انگلیسی: 6866 Kukai، نامگذاری:1992CO) شش هزار و هشتصد و شصت و ششمین سیارک کشف شده‌است که در ۱۲ فوریه ۱۹۹۲ کشف شد.
قدر مطلق سیارک برابر ۱۱٫۹۰ است.